# Koldo
Cette page présente le prénom Koldo ainsi que ses variantes.
Koldo est un prénom masculin basque.
L'équivalent du prénom Koldo est « Luis » en espagnol dans la tradition sabinienne ou « Louis » en français.

## Personnalités portant ce prénom
- Pour l'ensemble des articles sur les personnes portant ce prénom, consulter :
  - la liste des articles dont le titre commence par ce prénom
  - les listes produites par Wikidata : Liste des personnes de prénom « Koldo » — même liste en incluant les éventuels prénoms composés qui contiennent « Koldo ».

Koldo est aussi un pseudonyme notamment porté par :
- Koldo (1970-), de son vrai nom Jesús Luis Álvarez de Eulate, footballeur andorran.